# Kirkby-in-Furness
Kirkby-in-Furness is een plaats in het bestuurlijke gebied South Lakeland, in het Engelse graafschap Cumbria. Kirby-in-Furness maakt deel uit van de civil parish Kirkby Ireleth.